# نمير (اسم)
نمير هو اسم علم مذكر من أصل عربي، ومعناه هو الزاكي من الماء العذب من الماء الصافي الكثير الرجل ذو الحسب الخ الصونمير بن صعصعة جد من هوازنويسمون به مصغرًا كذلك فيقولون نمير.

## شخصيات تحمل الاسم
- نمير كردار (رائد أعمال عراقي، 1937 – )
- نمير نور الدين (مصور عراقي، 1 سبتمبر 1984 – 12 يوليو 2007)

## وصلات خارجية
- موسوعة السلطان قابوس لأسماء العرب